# Tõde ja õigus
Tõde ja õigus (pol. Prawda i sprawiedliwość) – liczący pięć tomów cykl powieści Antona Hansena Tammsaare, napisany w latach 1926–1933 i uważany za najcenniejsze dzieło w twórczości prozatorskiej pisarza oraz jeden z najważniejszych utworów powieściowych w literaturze estońskiej. 
Cykl w znacznej mierze oparty jest na motywach autobiograficznych, opisuje przemiany społeczne i obyczajowe w Estonii na przestrzeni lat 1870–1930. Prezentuje epicką panoramę życia mieszkańców wsi i miast, niełatwe warunki życia oraz walkę człowieka z przyrodą. Jak napisał Zygmunt Stoberski, Podstawową tezą tego utworu jest twierdzenie, że nie można znaleźć prawdy i sprawiedliwości w społeczeństwie opartym na niesprawiedliwości. 
Cykl składa się z pięciu tomów, które nie posiadają odrębnych tytułów (niektóre tytuły zostały nadane w tłumaczeniach na języki obce). Tom trzeci zawiera opis rewolucji 1905 roku, jednak ujęcie rewolucji nie jest on inspirowane ideologią, lecz uwagą wobec indywidualnego cierpienia w duchu Camusa. Ze względu na tematykę, tom trzeci był skracany przez sowiecką cenzurę i łączony z drugim tomem powieści. Tammsaare podsumował swe dzieło zaznaczając, iż każdy z tomów powieści przedstawia stosunek człowieka do ziemi (tom 1), Boga (2), państwa i społeczeństwa (3), samego siebie (4) oraz rezygnacji i zwątpienia (5).
Cykl, tłumaczony na języki obce, zyskał pewien rozgłos i uznanie za granicami Estonii. Zaczęto go porównywać z powieściami chłopskimi Knuta Hamsuna. 
Pierwszy tom cyklu, zatytułowany Wargamäe, został przełożony (z języka niemieckiego) na język polski przez Janinę Nowak i opublikowany w Warszawie w 1971 r.